# Operation der Vereinten Nationen in Kongo
Die Operation der Vereinten Nationen in Kongo (französisch Opération des Nations Unies au Congo, ONUC) war eine vom Juli 1960 bis Juni 1964 dauernde UN-Friedensmission, basierend auf UN-Resolution 143 vom 14. Juli 1960, zur Lösung der Kongokrise in der Republik Kongo, ehemals auch als Kongo-Léopoldville und heute als Demokratische Republik Kongo bezeichnet.
Im Laufe der Mission starb der amtierende Generalsekretär der Vereinten Nationen Dag Hammarskjöld im September 1961 bei dem ungeklärten Absturz seines UN-Flugzeugs.

## Grundlagen
Ursprünglich durch die Resolution 143 (1960) vom 14. Juli 1960 legitimiert, sollte sie den Übergang der ehemaligen Kolonie Belgisch-Kongo zur geordneten Eigenverwaltung unterstützen und absichern. Auch sollte der Abzug der belgischen Truppen überwacht werden. Ihr Mandat wurde durch die Resolutionen 161 (1961) vom 21. Februar 1961 und 169 (1961) vom 24. November 1961 dahingehend erweitert, die staatliche Integrität, insbesondere gegen die Abspaltung der Provinz Katanga des Kongos zu wahren und den Abzug sämtlicher ausländischer insbesondere belgischer Truppen und Söldner durchzusetzen.

## Ablauf
Schon vor der Unabhängigkeit des Kongos von Belgien Mitte 1960 zeigten sich Konflikte zwischen den ca. 70 indigenen Volksgruppen. Nach der Unabhängigkeit kam es zur Sezession der rohstoffreichen Provinz Katanga am 11. Juli 1960 und zu einer Meuterei der Armee gegen das noch belgische Offizierskorps. Belgien entsandte 10.000 Fallschirmjäger offiziell zum Schutz der noch 100.000 Belgier und anderer Europäer im Land. Da sie der Lage nicht mehr Herr waren, bat die Regierung des Kongos unter Premierminister Lumumba und Präsident Kasavubu zuerst am 11. Juli die USA um militärische Unterstützung und nach Ausbleiben einer Reaktion am 14. Juli die UdSSR, die Unterstützung zusagte. Doch wurde schon am 14. Juli mit den Stimmen der USA und der UdSSR bei Enthaltung Frankreichs, Großbritanniens und der Republik China mit der Resolution 143 die ONUC entsandt.
Schon am 15. Juli 1960 erreichten die ersten UNO-Truppen den Kongo. Allerdings war die Mission anfangs weder ermächtigt, die Sezession Katangas zu beenden, noch den Abzug der Belgier zu erzwingen. Der UNO-Generalsekretär Hammarskjöld weigerte sich, die von Lumumba geforderte dahingehende Erweiterung des Auftrages zu betreiben. Daher wandte dieser sich an die UdSSR, die auch Berater und Material, aber keine Waffen lieferte. Daraufhin wurde Lumumba auch mit Unterstützung der CIA entmachtet. Der neue starke Mann wurde Mobutu.
Die UdSSR weigerte sich daraufhin, Hammarskjöld weiterhin als UN-Generalsekretär anzuerkennen, da sie ihn für parteiisch und als in die Entmachtung Lumumbas verwickelt ansah. Dies führte zu einer weiteren Lähmung der ONUC, die durch den Rückzug der Kontingente aller kommunistischen und der meisten afrikanischen Länder verstärkt wurde.
Seit April 1961 erhielt die ONUC ein robusteres Mandat, doch konnte sie bis August keine wirklichen Erfolge vorweisen, doch konnten am 28. August in der Operation „Rum-Punch“ fast alle ausländischen Söldner Katangas eingekreist werden. Allerdings scheiterte eine Offensive unter dem Kommando des Tunesiers Mahmoud Khiray gegen Katanga Anfang September nach 8 Tagen.
Nach dem Tod Hammarskjölds durch einen mysteriösen Flugzeugabsturz am 18. September 1961 bei Ndola in Nordrhodesien (heute Sambia) auf dem Weg zu Gesprächen mit dem Präsidenten Katangas Moïse Tschombé wurde ein kurzlebiger Waffenstillstand vereinbart. Ab November begangen die Kämpfe von neuem. Nach dem endgültigen Abzug der belgischen Truppen führte die ONUC ab Dezember 1962 eine Großoffensive gegen Katanga durch, die zur Beendigung der Sezession am 15. Januar 1963 führte.
Bis zum 30. Juli 1964 zogen die UNO-Truppen ab.

## Stärke und Verlust
Während des Höhepunktes (Juli 1961) umfasste sie ca. 20.000 zivile und militärische Angehörige, zum Zeitpunkt des Abzuges immerhin noch 6.000 Personen. Das militärische Personal wurde von Argentinien, Äthiopien, Birma, Brasilien, Dänemark, Ghana, Guinea, Indien, Indonesien, Iran, Irland, Italien, Kanada, Liberia, Malaya, Mali, Marokko, den Niederlanden, Nigeria, Norwegen, Österreich, Pakistan, Philippinen, Schweden, Sierra Leone, Sri Lanka, Sudan, Tunesien, der Vereinigten Arabischen Republik (ab 1962 nur noch von Ägypten) und Jugoslawien gestellt. Dazu kamen ab 1963 reguläre Truppen der Republik Kongo.
Davon wurden 250 Personen, fast ausschließlich militärische Mitarbeiter, getötet.

### Beitrag des Bundesheeres
Für das österreichische Bundesheer war der Einsatz im Rahmen der UNOC der erste Auslandseinsatz militärischer Kräfte nach dem Ende des Zweiten Weltkriegs. 5 Kontingente mit einer Stärke von bis 55 Personen (insgesamt 166 Soldaten) wurden zwischen 1960 und 1963 in den Kongo entsandt, deren Hauptaufgabe die Sicherstellung der Sanitätsversorgung der UN-Truppen sowie der Bevölkerung und von Flüchtlingen war. Das erste Kontingent geriet unmittelbar nach seiner Ankunft in Gefangenschaft, konnte am darauffolgenden Tag aber von britischen und nigerianischen Blauhelmsoldaten befreit werden, wobei einer der Befreier fiel und fünf verwundet wurden.

## Militärische Führung der ONUC
- General von Horn, Schweden, Juli 1960 – Dezember 1960
- General MacEoin, Irland, January 1961 – März 1962
- General Guebre, Äthiopien, April 1962 – July 1963
- General Christian Roy Kaldager, Norwegen, August 1963 – Dezember 1963
- General Johnson Aguiyi-Ironsi, Nigeria, Januar 1964 – Juni 1964

## Endnoten
1. 1 2 3  Resolution 143 des UN-Sicherheitsrats v. 14. Juli 1960 (engl., franz.), abgerufen am 3. Mai 2019
2. ↑  In ist die offizielle Übersetzung der Vereinten Nationen und wird amtlich in Deutschland und Österreich verwendet, da in der Schweiz die beiden Staaten Kongo Maskulina sind, ist dort die Verwendung eines bestimmten Artikel - und somit das im - verpflichtend, jedoch auch in Deutschland und in Österreich als Nebenform gram. zulässig. Vgl. (PDF (Memento des Originals vom 13. Juni 2007 im Internet Archive)  Info: Der Archivlink wurde automatisch eingesetzt und noch nicht geprüft. Bitte prüfe Original- und Archivlink gemäß Anleitung und entferne dann diesen Hinweis.)
3. ↑  Resolution 161 des UN-Sicherheitsrats v. 21. Februar 1961 (engl., franz.), abgerufen am 3. Mai 2019
4. ↑  Resolution 169 des UN-Sicherheitsrats v. 24. November 1961 (engl., franz.), abgerufen am 3. Mai 2019
5. ↑  Christian Ségur-Cabanac, Wolfgang Etschmann (Hrsg.): 50 Jahre Auslandseinsätze des Österreichischen Bundesheeres (= Schriften zur Geschichte des Österreichischen Bundesheeres). Hrsg. vom Generalstab des Bundesministeriums für Landesverteidigung und Sport und dem Heeresgeschichtlichen Museum, Wien 2010, ISBN 978-3-9502653-1-6, S. 45
6. ↑  Orden für Befreier. Truppendienst, 25. Januar 2023